# Evangelische Kirche (Erksdorf)

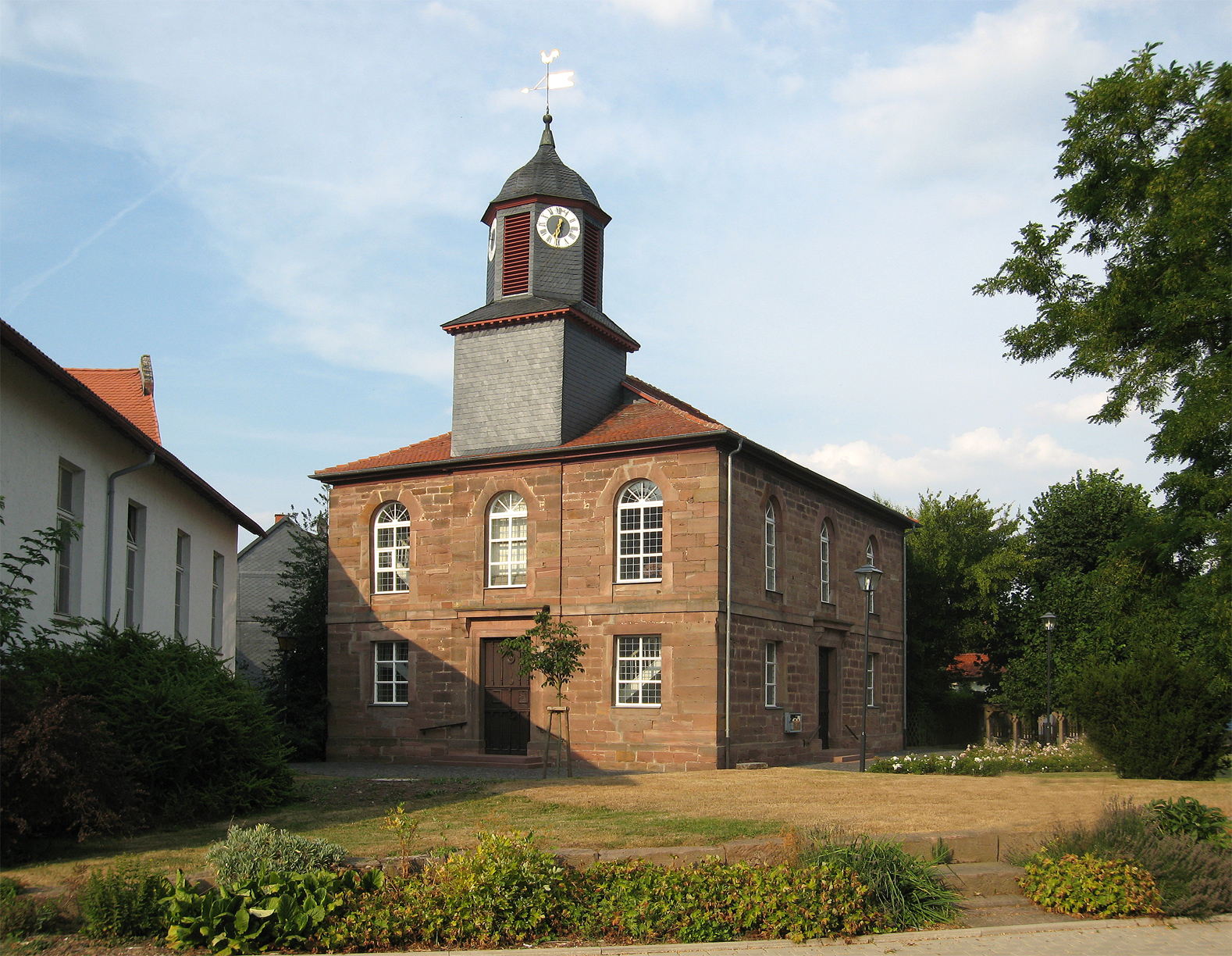
Evangelische Kirche Erksdorf

Die Evangelische Kirche Erksdorf ist ein denkmalgeschütztes Kirchengebäude, das in Erksdorf steht, einem Ortsteil der Gemeinde Stadtallendorf im Landkreis Marburg-Biedenkopf (Hessen). Sie gehört zur Kirchengemeinde Herrenwald im Kirchenkreis Kirchhain im Sprengel Marburg der Evangelischen Kirche von Kurhessen-Waldeck.

## Beschreibung
Die klassizistische Saalkirche auf rechteckigem Grundriss wurde 1831/32 nach Plänen des Landbaumeisters Johann Friedrich Wilhelm Selig von Nikolaus Erdmann Arend ausgeführt. Aus dem Walmdach des Kirchenschiffs erhebt sich ein quadratischer, schiefergedeckter Dachturm mit einem oktogonalen Aufsatz, der den Glockenstuhl und die Turmuhr beherbergt. Die Kirchenglocke aus dem 13. Jahrhundert trägt die Namen der vier Evangelisten als Inschrift. Bedeckt ist der Turm mit einer glockenförmigen Haube. 
Der Innenraum hat an drei Seiten Emporen auf Pfeilern, die durch eine Treppe mit zwei Handläufen erschlossen werden. Die Kanzel steht hinter dem von Pfarrständen gerahmtem Altar, den Emporen entsprechend mit zwei Treppen versehen. Ein spätgotisches Kruzifix steht auf dem Altar. Die Orgel mit 14 Registern, einem Manual und einem Pedal wurde 1833 von Eobanus Friedrich Krebaum gebaut. 